# Angaeus pudicus
Angaeus pudicus är en spindelart som beskrevs av Tord Tamerlan Teodor Thorell 1881. Angaeus pudicus ingår i släktet Angaeus och familjen krabbspindlar. Inga underarter finns listade i Catalogue of Life.